# Pavonia castanaefolia
Pavonia castanaefolia es una especie de plantas con flores de la familia  Malvaceae. Se encuentra en  América tropical.

## Descripción
Son hierbas sufrútices, que alcanzan un tamaño de 0.5–1 m de alto; tallos y pecíolos con tricomas estrellados pequeños, glabrescentes. Hojas elípticas u obovadas (la parte más ancha en el centro o más allá), acuminadas en el ápice, atenuadas en la base, serradas, con tricomas estrellados pequeños o glabrescentes; estípulas 6–16 mm de largo. Inflorescencias de racimos cortos de flores agregadas (casi cabezuelas) o las flores solitarias, pedicelos 1 cm de largo o más cortos; bractéolas del calículo de 8–10, 8–10 mm de largo, connadas 1/3–1/2 de su longitud, hirsutas o raramente glabras; cáliz 3–6 mm de largo, oculto por el calículo; pétalos 7–12 mm de largo, blancos o lilas. Carpidios 6–9 mm de diámetro, con 3 espinas retrobarbadas de 4–7 mm de largo, reticulados, acostillados longitudinalmente, glabros; semillas 6 mm de largo.

## Distribución y hábitat
Se encuentra ocasionalmente  en la sombra, en bosques perennifolios, a veces en sitios alterados, en la zona atlántica; a una altitud de 10–350 metros; fl y fr durante todo el año; desde Nicaragua a Brasil y Bolivia.

## Taxonomía
Pavonia castanaefolia fue descrita por A.St.-Hil. & Naudin y publicado en Annales des Sciences Naturelles; Botanique, sér. 2, 18: 44. 1842.
Etimología
Pavonia: nombre genérico que fue otorgado en honor al botánico español José Antonio Pavón y Jiménez.
castanaefolia: epíteto latino que significa "con hojas de color castaño".
Sinonimia
- Malache castaneifolia (A. St.-Hil. & Naudin) Kuntze
- Pavonia longipes Standl.
- Pavonia longipes var. longipes Standl.
- Pavonia nana Ulbr.
- Typhalea castaneifolia (A. St.-Hil. & Naudin) Britton ex R.O. Williams & Cheesman[3]